# 波兰—捷克斯洛伐克边境冲突
波兰—捷克斯洛伐克边境冲突是波兰第二共和国與捷克斯洛伐克第一共和国之間的衝突。1918年，波兰第二共和国和捷克斯洛伐克第一共和国成立，双方為了切申西里西亚、奥拉瓦领地、斯皮什这些争议领土爭論不休。1919年，边境冲突进入危急状态。第二次世界大战后，在1945年以前属于德国的克沃茲科和拉齐布日两城市周边地区也成为争议领土。最终在1958年領土爭端解決。波兰人民共和国和捷克斯洛伐克社会主义共和国签订了和约。